# Сердегер
Сердеге́р (фр. Cerdegaire; умер в 910 или 920) — епископ Эврё (892 или 900—910 или 920).

## Биография
О епископе Сердегере известно очень мало. Главная причина этого — почти полное отсутствие сведений о епархии Эврё в исторических источниках X века.
Сердегер взошёл на кафедру Эврё после смерти епископа Себара. По одним данным, это произошло в 892 году, по другим — в 900 году. Сердегер упоминается среди участников церковного собора, состоявшегося в Троли-Луар 26 июня 909 года. В документах этого собрания особо отмечался огромный ущерб, который нанесли владениям церкви нападения норманнов, и вызванный этим общий упадок церковной дисциплины. Высказывается предположение, что от рук норманнов мог пострадать и Сердегер. Это мнение основано на возможной идентификации этого епископа Эврё с местночтимым в Нормандии святым Легером, убитым викингами.
Дата кончины Сердегера неизвестна. Предполагается, что это событие могло произойти в 910 или в 920 году. Следующим после Сердегера епископом Эврё, о котором сохранились сведения в исторических источниках, был Гуго I, единственное упоминание о котором относится к 933 году.